# Куба на летних Олимпийских играх 1956
Куба принимала участие в летних Олимпийских играх 1956 года в Мельбурне (Австралия) в седьмой раз за свою историю, но не завоевала ни одной медали.

## Состав сборной
Сборная состояла из 16 человек: 15 мужчин и одной женщины, которые соревновались в 5 видах спорта.
Младшим участником сборной был 15-летний пловец Рауль Мартин, старшим — 52-летний яхтсмен Карлос де Карденас

## Результаты

### Лёгкая атлетика
Мужчины
Эваристо Иглесиас участвовал в забегах на 100 метров, а также в беге с барьерами на 110 м
Женщины
Берта Диас участвовала в беге с барьерами на 80 м.

### Парусный спорт
Карлос де Карденас-старший и Хорхе де Карденас на яхте «Куруш IV» заняли 6 место в классе «Звёздный».

### Спортивная гимнастика
Рафаэль Лекуона.